# 陆夕云
陆夕云（1963年4月—），江苏泰州人，中国流体力学家，现任中国科学技术大学教授，长江学者特聘教授。